# 28 днів
«28 днів» (англ. 28 Days) — фільм 2000 року, драма режисерки Бетті Томас із Сандрою Буллок у головній ролі.

## Сюжет
Журналістка Ґвен Каммінгз разом зі своїм хлопцем Джаспером веде розгульний спосіб життя. Вона стає причиною автомобільної аварії через керування машиною в нетверезому стані в день одруження сестри. Суддя дає Ґвен вибір між в'язницею та примусовим лікуванням у реабілітаційному центрі. Вона обирає останнє, що здається меншим злом, сподіваючись і далі віддаватися своїй згубній пристрасті.
У центрі Ґвен чинить активний опір участі в будь-який із пропонованих програм лікування, в сеансах групової терапії, відмовляючись визнавати, що вона — алкоголічка. Після знайомства з деякими іншими пацієнтами Ґвен поступово починає переглядати своє життя і бачить, що у неї справді серйозні проблеми. Вона живе в одній кімнаті з пацієнткою Андреа, 17-річною героїнової наркоманкою, що завдає собі тілесних ушкоджень.
Нові знайомства і близька, трохи романтична дружба з колишнім спортсменом Едді Буном допомагають відновити смак життя. Усі інші пацієнти допомагають Ґвен побачити себе в іншому світлі, вона намагається змінитися і визнати свою хворобу. Разом з іншими пацієнтами Ґвен влаштовує постановку за мотивами улюбленої мильної опери постояльців центру — «Санта Круз».
Джаспер під час їхньої зустрічі робить пропозицію Ґвен, але вона відмовляється. В один з останніх днів перебування Ґвен у центрі Андреа кінчає життя самогубством. Ґвен виписується з центру і зустрічається з Джаспером. Той пропонує їй чергову гулянку. Однак Ґвен відчуває впевненість у собі і розриває з ним стосунки.

## Акторський склад
| Актор              | Роль          |
| ------------------ | ------------- |
| Сандра Буллок      | Ґвен Каммінгз |
| Вігго Мортенсен    | Едді Бун      |
| Домінік Вест       | Джаспер       |
| Елізабет Перкінс   | Лілі Каммінгз |
| Азура Скай         | Андреа        |
| Стів Бушемі        | Корнелл Шоу   |
| Алан Тьюдік        | Герхард       |
| Майк О'Меллі       | Олівер        |
| Меріанн Жан-Батист | Рошанда       |
| Рені Сантоні       | Деніель       |
| Даян Ледд          | Боббі Джен    |
| Марго Мартіндейл   | Бетті         |